# Womanizer
Womanizer is de eerste single van het zesde studioalbum van de Amerikaanse popzangeres Britney Spears genaamd Circus. De single kwam uit op 29 september 2008 en werd geproduceerd door The Outsyders.
Op 19 september was er ongeveer 40 seconden van "Womanizer" gelekt op het internet via Nashville's 107.5 The River, een Amerikaanse radiozender. Jive heeft later aangekondigd via MTV dat het een ruwe versie is van het nummer, en niet de afgemaakte single. Sinds 26 september is het nummer op de Amerikaanse radio te horen. Het nummer werd op 7 oktober uitgebracht voor digitale distributie in de Verenigde Staten. In het Verenigd Koninkrijk zal het nummer op 3 november op single uitgebracht worden.
Op 25 oktober bereikte de single de eerste plaats in de Billboard Hot 100, dit is de eerste keer sinds haar debuutsingle ...Baby One More Time die bijna tien jaar eerder werd uitgebracht. Tevens was het de grootste sprong naar de bovenste positie, namelijk van 96. Een week eerder werd dit record door T.I. gezet met Live Your Life In januari 2009 werd bekend dat Kelly Clarkson het record overnam met My Life Would Suck Without You door van plaats 97 naar 1 te stijgen. In juli 2009 werd bekend dat het nummer Spears's meest verkochte single in de Verenigde Staten is, er zijn meer dan 2,7 miljoen exemplaren verkocht.
Onder andere Lily Allen heeft het nummer gecoverd tijdens diverse optredens.

## Hitnotering
| Womanizer in de Nederlandse Top 40 - binnen: 29 november 2008 | Womanizer in de Nederlandse Top 40 - binnen: 29 november 2008 | Womanizer in de Nederlandse Top 40 - binnen: 29 november 2008 | Womanizer in de Nederlandse Top 40 - binnen: 29 november 2008 | Womanizer in de Nederlandse Top 40 - binnen: 29 november 2008 | Womanizer in de Nederlandse Top 40 - binnen: 29 november 2008 |
| Week                                                          | 1                                                             | 2                                                             | 3                                                             | 4                                                             | 5                                                             |
| ------------------------------------------------------------- | ------------------------------------------------------------- | ------------------------------------------------------------- | ------------------------------------------------------------- | ------------------------------------------------------------- | ------------------------------------------------------------- |
| Nummer                                                        | 36                                                            | 28                                                            | 21                                                            | 32                                                            | uit                                                           |

| Womanizer in de Ultratop 50 - binnen: 25 oktober 2008 | Womanizer in de Ultratop 50 - binnen: 25 oktober 2008 | Womanizer in de Ultratop 50 - binnen: 25 oktober 2008 | Womanizer in de Ultratop 50 - binnen: 25 oktober 2008 | Womanizer in de Ultratop 50 - binnen: 25 oktober 2008 | Womanizer in de Ultratop 50 - binnen: 25 oktober 2008 | Womanizer in de Ultratop 50 - binnen: 25 oktober 2008 | Womanizer in de Ultratop 50 - binnen: 25 oktober 2008 | Womanizer in de Ultratop 50 - binnen: 25 oktober 2008 | Womanizer in de Ultratop 50 - binnen: 25 oktober 2008 | Womanizer in de Ultratop 50 - binnen: 25 oktober 2008 | Womanizer in de Ultratop 50 - binnen: 25 oktober 2008 | Womanizer in de Ultratop 50 - binnen: 25 oktober 2008 | Womanizer in de Ultratop 50 - binnen: 25 oktober 2008 | Womanizer in de Ultratop 50 - binnen: 25 oktober 2008 | Womanizer in de Ultratop 50 - binnen: 25 oktober 2008 | Womanizer in de Ultratop 50 - binnen: 25 oktober 2008 | Womanizer in de Ultratop 50 - binnen: 25 oktober 2008 | Womanizer in de Ultratop 50 - binnen: 25 oktober 2008 | Womanizer in de Ultratop 50 - binnen: 25 oktober 2008 | Womanizer in de Ultratop 50 - binnen: 25 oktober 2008 | Womanizer in de Ultratop 50 - binnen: 25 oktober 2008 | Womanizer in de Ultratop 50 - binnen: 25 oktober 2008 |
| Week                                                  | 1                                                     | 2                                                     | 3                                                     | 4                                                     | 5                                                     | 6                                                     | 7                                                     | 8                                                     | 9                                                     | 10                                                    | 11                                                    | 12                                                    | 13                                                    | 14                                                    | 15                                                    | 16                                                    | 17                                                    | 18                                                    | 19                                                    | 20                                                    | 21                                                    |                                                       |
| ----------------------------------------------------- | ----------------------------------------------------- | ----------------------------------------------------- | ----------------------------------------------------- | ----------------------------------------------------- | ----------------------------------------------------- | ----------------------------------------------------- | ----------------------------------------------------- | ----------------------------------------------------- | ----------------------------------------------------- | ----------------------------------------------------- | ----------------------------------------------------- | ----------------------------------------------------- | ----------------------------------------------------- | ----------------------------------------------------- | ----------------------------------------------------- | ----------------------------------------------------- | ----------------------------------------------------- | ----------------------------------------------------- | ----------------------------------------------------- | ----------------------------------------------------- | ----------------------------------------------------- | ----------------------------------------------------- |
| Nummer                                                | 33                                                    | 28                                                    | 18                                                    | 11                                                    | 3                                                     | 2                                                     | 2                                                     | 2                                                     | 1                                                     | 3                                                     | 2                                                     | 2                                                     | 2                                                     | 4                                                     | 8                                                     | 13                                                    | 12                                                    | 22                                                    | 23                                                    | 29                                                    | 34                                                    | uit                                                   |